# Tiếng Dinka
Tiếng Dinka (nội danh Thuɔŋjäŋ, Thuɔŋ ee Jieng hay Jieng) là một cụm phương ngữ, bản ngữ của người Dinka, dân tộc lớn nhất ở Nam Sudan. Ngôn ngữ này có nhiều phân dạng, Ngok, Rek, Agaar, Awiel, Twic Mayardit, Hol, Nyarweng, Twi và Bor; những phương ngữ này đủ khác biệt (dù vẫn thông hiểu lẫn nhau) để có dạng viết chuẩn riêng. Rek là dạng chuẩn và phương ngữ uy tín.
Ngôn ngữ gần gũi nhất với tiếng Dinka là tiếng Nuer, đối địch truyền thống của người Dinka.

## Ngữ âm

### Phụ âm
Có 20 âm vị phụ âm:
|          | Môi | Môi | Răng | Răng | Chân răng | Chân răng | Vòm | Vòm | Ngạc mềm | Ngạc mềm |
| -------- | --- | --- | ---- | ---- | --------- | --------- | --- | --- | -------- | -------- |
| Mũi      |     | m   |      | n̪    |           | n         |     | ɲ   |          | ŋ        |
| Tắc      | p   | b   | t̪    | d̪    | t         | d         | c   | ɟ   | k        | ɡ        |
| Sonorant |     | w   |      | l    |           | ɾ         |     | j   |          | ɣ        |

#### Nguyên âm
Tiếng Dinka có một hệ thống nguyên âm lớn, với ít nhất mười ba nguyên âm được phân biệt. Dấu hai chấm bên dưới ([◌̤]) biểu thị cho nguyên âm hà hơi:
|          | Trước  | Trước  | Sau    | Sau |
| thường   | hà hơi | thường | hà hơi |     |
| -------- | ------ | ------ | ------ | --- |
| Đóng     | i      | i̤      | u      |     |
| Nửa đóng | e      | e̤      | o      | o̤   |
| Nửa mở   | ɛ      | ɛ̤      | ɔ      | ɔ̤   |
| Mở       |        |        | a      | a̤   |